# علي أباد (إقليد)
علي أباد (بالفارسية: علی‌آباد) هي قرية تقع في البلدة المركزية في إيران. يقدر عدد سكانها بـ 589 نسمة .